# もっと愛しあいましょ
『もっと愛しあいましょ』は、LINDBERGの通算23枚目のシングル。1995年11月1日にテイチクエンタテインメントよりリリースされた。

## 概要
前作より6ヶ月ぶりとなるシングル。表題曲の『もっと愛しあいましょ』はテレビ朝日『かざあなダウンタウン』エンディング曲に起用された。LINDBERGとしては7番目に売れたシングル。

## 収録曲
1. もっと愛しあいましょ
2. パラシュート

## カバー
2011年には野水いおりがカバーし、テレビアニメ『森田さんは無口。』主題歌に起用された。アルバム『月虹カタン』にエキストラトラックとして収録されている。
2014年7月23日に発売されたトリビュートアルバム『LINDBERG TRIBUTE～みんなのリンドバーグ～』ではバンドじゃないもん!がカバーした。ライブでもたびたび演奏されている。
2018年に大原ゆい子『アニマエール!』の挿入歌としてカバー